# Hydromanicus sempit
Hydromanicus sempit är en nattsländeart som beskrevs av Chantaramongkol och Malicky 1995. Hydromanicus sempit ingår i släktet Hydromanicus och familjen ryssjenattsländor. Inga underarter finns listade i Catalogue of Life.